# 萊昂納多 (新澤西州)
萊昂納多（英語：Leonardo）是位於美國新澤西州蒙茅斯縣的普查規定居民點。

## 人口
根據2020年美國人口普查的數據，萊昂納多的面積為1.56平方千米，當中陸地面積為1.54平方千米，而水域面積為0.02平方千米。當地共有人口2549人，而人口密度為每平方千米1,633.97人。